# علي ثاني جمعة
علي ثاني، لاعب كرة قدم إماراتي سابق. ولد في 18 أغسطس 1968.
و قد كان يلعب مع نادي الشارقة.
و قد لعب مع منتخب الإمارات لكرة القدم.
كاس العالم 1990 وسجل هدف في مرمى يوغوسلافيا

## كأس الخليج

### كأس الخليج 1992
و قد سجل هدف في مرمى منتخب البحرين لكرة القدم.

### كأس الخليج 1998
و قد سجل هدف في مرمى منتخب عمان لكرة القدم.

## روابط خارجية
- علي ثاني جمعة على موقع الاتحاد الدولي (مؤرشف)  (الإنجليزية)
- علي ثاني جمعة على موقع قاعدة بيانات كرة القدم.إي يو (الإنجليزية)
- علي ثاني جمعة على موقع ناشيونال فوتبول تيمز (الإنجليزية)
- علي ثاني جمعة على موقع Soccerway.com (الإنجليزية)
- علي ثاني جمعة على موقع عالم كرة القدم.نت (الإنجليزية)
- علي ثاني جمعة على موقع كووورة
- علي ثاني جمعة على موقع GSA (الإنجليزية)